# Pleurodema bufonina
Pleurodema bufonina és una espècie de granota de la família del leptodactílids. Es troba al centre i sud de Xile i de l'Argentina, incloent les estepes de la Patagònia, zones de transició i boscos temperats australs, entre el nivell del mar i els 2.300 metres. A la Patagònia és una espècie comuna.

Viu en hàbitats esteparis, sota les roques i entre la vegetació. És capaç de resistir dures condicions climàtiques. Es reprodueix en els marges de basses estacionals, on es crien els capgrossos. És poc tolerant a l'alteració del seu hàbitat; tot i això té cap amenaça destacable.